# Hypena translaticius
Hypena translaticius là một loài bướm đêm trong họ Erebidae.